# Minniza sola
Espèce
Minniza sola est une espèce de pseudoscorpions de la famille des Olpiidae.

## Distribution
Cette espèce se rencontre au Soudan, au Tchad, au Mali et en Algérie.

## Liste des sous-espèces
Selon Pseudoscorpions of the World (version 3.0) :
- Minniza sola distincta Vachon, 1940
- Minniza sola sola Chamberlin, 1930

## Publications originales
- Chamberlin, 1930 : A synoptic classification of the false scorpions or chela-spinners, with a report on a cosmopolitan collection of the same. Part II. The Diplosphyronida (Arachnida-Chelonethida). Annals and Magazine of Natural History, sér. 10, vol. 5, p. 1-48 & 585-620.
- Vachon, 1940 : Voyage en A.O.F. de L. Borland et J. Millot. IV. Deuxieme note. Bulletin de la Société Zoologique de France, vol. 66, p. 62-72.